# Jan van Genève (1440-1491)
Jan van Genève (Genève, 1440 - Annecy, 22 december 1491) was van 1460 tot aan zijn dood graaf van Genève. Hij behoorde tot het huis Savoye.

## Levensloop
Jan was de derde zoon van hertog Lodewijk van Savoye en diens echtgenote Anna van Lusignan, dochter van koning Janus van Cyprus. Hij groeide op aan het hof van hertog Karel van Orléans.
In 1458 deed zijn oudere broer Lodewijk afstand van het graafschap Genève om koning van Cyprus te worden, waarna zijn vader Jan in 1460 in apanage het graafschap Genève toewees. Na de dood van zijn vader in 1466 kreeg Jan dit graafschap definitief in bezit. In die periode probeerde zijn oudere broer Lodewijk, die inmiddels afgezet was als koning van Cyprus, Genève terug in bezit te krijgen, maar dit mislukte. 
Op 2 maart 1465 huwde hij met Helena van Luxemburg (overleden in 1488), dochter van graaf Lodewijk van Saint-Pol. Ze kregen een dochter Louise (1467-1530), die eerst in 1483 huwde met Jacob Lodewijk van Savoye, markgraaf van Gex, en daarna in 1487 met Frans van Luxemburg, burggraaf van Martigues. Na de dood van Helena hertrouwde Jan in 1488 met Madeleine van Brosse (overleden in 1512), dochter van Jan III van Brosse, graaf van Penthièvre. Dit huwelijk bleef kinderloos.
In het conflict tussen koning Lodewijk XI van Frankrijk en hertog Karel de Stoute van Bourgondië koos Jan partij voor Lodewijk XI, terwijl zijn broer Filips Karel de Stoute steunde. Van deze positie maakte Jan gebruik om in zijn kasteel in Annecy onderhandelingen te houden tussen het Oude Eedgenootschap, dat Frankrijk steunde, en diplomaten van hertog Filibert I van Savoye, die Karel de Stoute steunde.
In 1471 stichtte hij het Franciscanenklooster van Cluses, dat in 1478 net als de stad Cluses door een brand verwoest werd.
In december 1491 stierf Jan op 51-jarige leeftijd, waarna hij werd bijgezet in de kerk van het Dominicanenklooster van Annecy. Na zijn dood ging het graafschap Genève naar hertog Karel II van Savoye. 